# LaFayette Motors Corporation

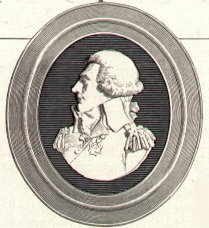
Logo

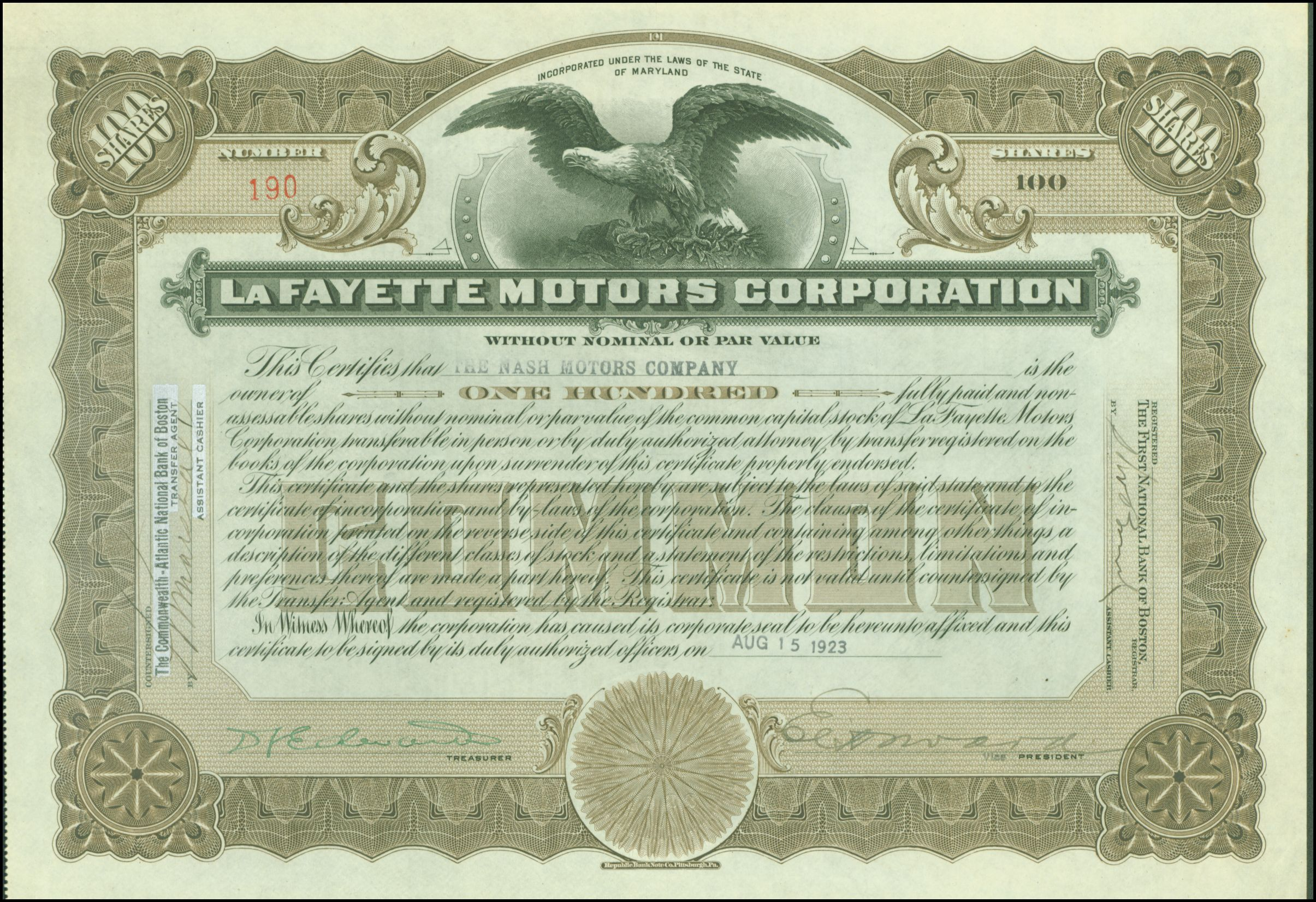
Aktie der LaFayette Motors Corp. vom 15. August 1923

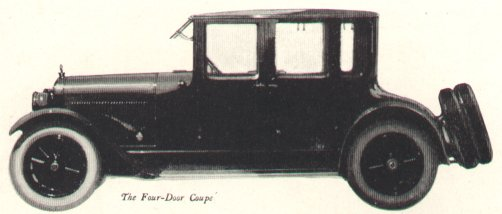
Dieses Fahrzeug von 1921 wurde als 4-türiges Coupé bezeichnet

Die LaFayette Motors Corporation war ein Automobilhersteller in den Vereinigten Staaten.

## Beschreibung
Das Unternehmen wurde 1919 als LaFayette Motors Company gegründet und nach dem Marquis de la Fayette benannt. Die Automobile der Gesellschaft hatten eine Plakette des Marquis als Logo.
LaFayette war ursprünglich in Mars Hill in Indianapolis, Indiana, ansässig und stellte Luxusautomobile her. Das erste Modell kam 1920 heraus. LaFayette-Wagen hatten viele moderne Ausstattungsdetails, zum Beispiel die erste elektrische Uhr in einem Automobil. 1921 wurde Charles W. Nash der Chef von LaFayette. Nash war bereits Gründer und Vorstandsvorsitzender von Nash Motors, aber beide Marken blieben noch eine Zeit lang getrennt tätig, obwohl Nash der Hauptaktionär von LaFayette Motors war. In den 1920er-Jahren gab es Gerüchte, Pierce-Arrow wollte mit LaFayette Motors, Rolls-Royce oder General Motors fusionieren, aber diese bestätigten sich nicht.
1922 oder 1923 erfolgten die Umfirmierung und der Umzug nach Milwaukee in Wisconsin.
1924 wurde Nash Motors hundertprozentiger Eigner von LaFayette Motors und der Name LaFayette wurde bald danach aufgegeben. Die Fabrikanlagen wurden einem profitableren Zweck zugeführt: Dort wurden die Ajax-Automobile hergestellt.
Von 1934 bis 1940 war der Name LaFayette für die kleinste Baureihe von PKW-Modellen aus Nash-eigener Produktion in Gebrauch, siehe Nash LaFayette.

## Markenname
Eine Quelle schreibt durchgehend Lafayette, eine andere LaFayette, während in einer dritten beide Schreibweisen vorkommen. In Anzeigen verwendete das Unternehmen oftmals Großbuchstaben mit einem etwas kleineren ersten A, wie LAFAYETTE.

## Stückzahlen
Eine Quelle gibt 685 Fahrzeuge für 1921 an, 349 für das Folgejahr, 384 für 1923 und danach noch 441. In der Summe sind das 1859. Laut einer anderen Quelle entstanden insgesamt 2267 Fahrzeuge.